# جيمي ماغواير (كاتبة)
جيمي ماغواير (بالإنجليزية: Jamie McGuire)‏ (6 نوفمبر 1978، تلسا في الولايات المتحدة)؛ كاتِبة وروائية أمريكية.

## روابط خارجية
- جيمي ماغواير على موقع IMDb (الإنجليزية)